# Mamie Van Doren
Mamie Van Doren, pseudonimo di Joan Lucille Olander (Rowena, 6 febbraio 1931), è un'attrice, showgirl e modella statunitense.

## Biografia

Mamie Van Doren nel film The Navy vs. the Night Monsters (1966)

Nata da Warner Carl Olander, di origini svedesi, e da Lucille Harrier Bennett, ancora bambina si spostò con la famiglia dapprima a Sioux City poi, nel 1942, a Los Angeles, dove iniziò giovanissima a lavorare presso il Pantages Theatre. Nel 1947 ottenne una piccola parte in uno dei primi show televisivi prodotti in America, e lavorò per qualche tempo nel giro dei nightclub come cantante nella band di Ted Fio Rito. Nell'estate del 1949, diciottenne, vinse i titoli di "Miss Eight Ball" e di "Miss Palm Springs". Fu proprio in occasione di quest'ultimo concorso che venne notata dal produttore Howard Hughes, il quale la ingaggiò per farla apparire in alcune produzioni della RKO Pictures.
Debuttò con una particina in Il pilota razzo e la bella siberiana, una commedia con John Wayne e Janet Leigh, la cui lavorazione si protrasse dal 1949 al 1953 e che uscì sugli schermi nel 1957. Apparve quindi in Il suo tipo di donna (1951), accanto a Robert Mitchum e Jane Russell, e in Quattro ragazze all'abbordaggio (1952) con Tony Martin, sempre in brevissimi ruoli non accreditati. Dopo una breve esperienza come attrice di prosa, venne notata da Phil Benjamin, direttore di casting alla Universal Pictures, che nel 1953 le fece sottoscrivere un contratto con la nota casa produttrice.
Capelli biondo platino, dotata di un fisico esplosivo, con curve abbondanti e sinuose, la giovane attrice venne presentata dalla Universal in risposta al successo che stava ottenendo nello stesso periodo Marilyn Monroe presso la 20th Century Fox, e in tendenza con la nuova idea di voluttuosità femminile che si stava affermando sugli schermi verso la metà degli anni cinquanta. Un breve ruolo di cantante in Contrabbandieri a Macao (1953) e una parte più consistente in The All American (1953), entrambi interpretati da Tony Curtis, aprirono alla Van Doren la strada verso la celebrità. Nell'avventura esotica Yankee Pascià (1954) interpretò la schiava Lilith al fianco di Jeff Chandler, mentre nel western Esecuzione al tramonto (1956) impersonò Ellen Ballard, la figlia del proprietario di un ranch, accanto a John Agar, Richard Boone e all'allora emergente Clint Eastwood.
Dopo essere apparsa ancora nel poliziesco F.B.I. squadra omicidi (1957) con Lex Barker, nella commedia brillante 10 in amore (1958), interpretata da Clark Gable e Doris Day, e da coprotagonista nel film italiano Le bellissime gambe di Sabrina (1959), la Van Doren passò alla MGM e fu ingaggiata per una serie di foschi melodrammi prodotti da Albert Zugsmith e incentrati su tematiche d'attualità. Il primo di questi, Operazione segreta (1958), sulla diffusione della droga tra gli adolescenti, è diventato nel tempo una pellicola di culto per i cinefili, in cui la cifra stilistica della Van Doren è rappresentata dalla prorompente bellezza, dai modi provocanti e dai caratteri torbidi con cui il suo personaggio, Gwen Dulaine, si inserisce nella vicenda, riassunta nella didascalia apparsa in una foto pubblicitaria, che all'epoca così recitava: "La torbida zia Gwen tenta di svezzare il nipotino". Capostipite di un filone nato per conquistare un mercato, quello del pubblico giovanile, che iniziava a far gola a tutta l'industria cinematografica alla fine degli anni cinquanta, Operazione segreta fu seguito da Corruzione nella città (1959), ambientato nel mondo del crimine organizzato, The Beat Generation (1959), affresco del mondo dei "beat", e College Confidential (1960), gli ultimi due legati a un altro filone all'epoca in forte ascesa, quello delle pellicole a basso costo funzionali alla diffusione di un nuovo fenomeno musicale, il rock and roll.

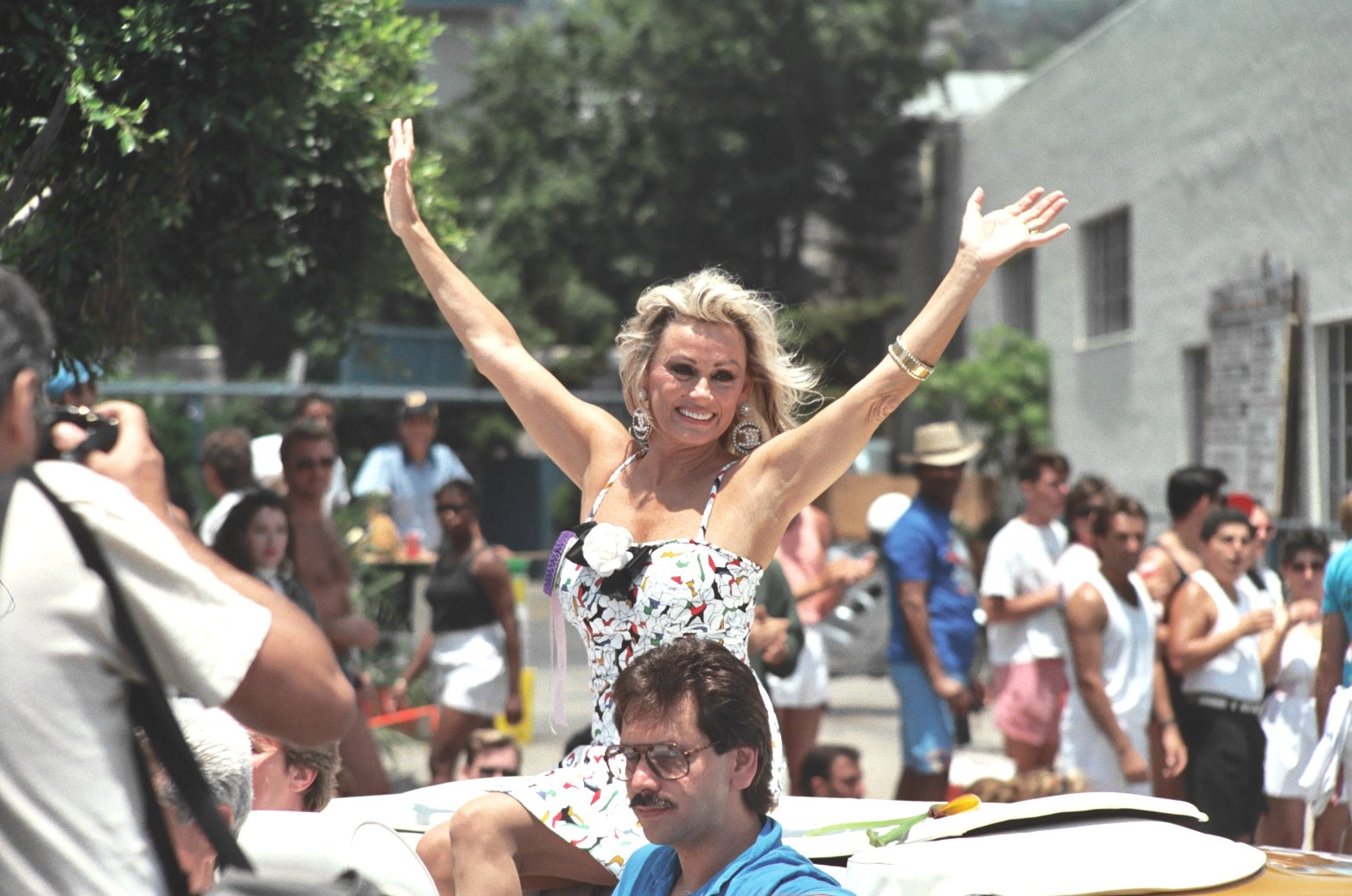
Mamie Van Doren al Gay Pride di Los Angeles (1987)

I film girati per la MGM fissarono definitivamente l'immagine sexy della Van Doren quale stereotipo della donna fatale portatrice di peccato per le giovani generazioni. La sua carriera proseguì negli anni sessanta in produzioni indipendenti e a basso budget, dai titoli spesso allusivamente piccanti come Sex Kittens Go to College (1960) e La vita intima di Adamo ed Eva (1960), nel quale l'attrice comparve come la biblica Eva in una sequenza onirica, coperta solo da foglie di fico. In The Las Vegas Hillbillys (1966) recitò per la prima e unica volta accanto a una delle sue grandi rivali sullo schermo, l'altrettanto bionda e giunonica Jayne Mansfield. Fu inoltre protagonista in due tipici prodotti del filone fantascientifico dell'epoca, The Navy vs. the Night Monsters (1966) e Voyage to the Planet of Prehistoric Women (1968), quest'ultimo diretto da Peter Bogdanovich.
Dagli anni settanta proseguì la carriera con esibizioni nei night club, in spettacoli musicali dal vivo a Las Vegas e in teatro con le pièce Gentlemen Prefer Blondes, Dames at Sea, Will Success Spoil Rock Hunter? e The Tender Trap. Nel 1987 pubblicò la propria autobiografia, intitolata Playing the Field, nella quale rivelò di aver avuto relazioni sentimentali con molte celebrità del mondo del cinema e dello spettacolo. Mantenendo negli anni la propria languida immagine di bionda provocante, a dispetto dell'avanzare dell'età, nel 2006 posò per la rivista Vanity Fair con Pamela Anderson. Nel 2011 apparve in una puntata di Abito da sposa: Beverly Hills in cui, ormai ottantenne, esibì look, make up e abbigliamento immutabilmente sexy.

## Vita privata
Mamie Van Doren è stata sposata cinque volte.
- Nel 1950 con Jack Newman, da cui divorziò nello stesso anno.
- Dal 1955 al 1961 con il compositore e band leader Ray Anthony, da cui ebbe un figlio, Perry Ray Anthony, nato il 18 marzo 1956.
- Dopo una pubblicizzata relazione con il giocatore di baseball Bo Belinsky, conclusa nel 1964, la Van Doren sposò nel 1966 un altro asso di questo sport, Lee Meyers, da cui divorziò l'anno successivo.
- Il quarto matrimonio con l'uomo d'affari Ross McLintock venne celebrato nel 1972 e terminò con il divorzio nel 1973.
- Dal 1979 la Van Doren è sposata con Thomas Dixon.

## Filmografia

### Cinema
- Footlight Varieties, regia di Benjamin Stoloff (1951) (con il nome Joan Olander)
- Il suo tipo di donna (His Kind of Woman), regia di John Farrow (1951) (non accreditata)
- Quattro ragazze all'abbordaggio (Two Tickets to Broadway), regia di James V. Kern (1951) (non accreditata)
- The All American, regia di Jesse Hibbs (1953)
- Contrabbandieri a Macao (Forbidden), regia di Rudolph Maté (1953) (non accreditata)
- Hawaiian Nights, regia di Will Cowan (1954)
- Yankee Pascià (Yankee Pasha), regia di Joseph Pevney (1954)
- Francis Joins the WACS, regia di Arthur Lubin (1954)
- Non è peccato (Ain't Misbehavin), regia di Edward Buzzell (1955)
- Lo sciopero delle mogli (The Second Greatest Sex), regia di George Marshall (1955)
- Running Wild, regia di Abner Biberman (1955)
- Esecuzione al tramonto (Star in the Dust), regia di Charles F. Haas (1956)
- Ragazze senza nome (Untamed Youth), regia di Howard W. Koch (1957)
- F.B.I. squadra omicidi (The Girl in Black Stockings), regia di Howard W. Koch (1957)
- Il pilota razzo e la bella siberiana (Jet Pilot), regia di Josef von Sternberg (1957) (non accreditata)
- 10 in amore (Teacher's Pet), regia di George Seaton (1958)
- Operazione segreta (High School Confidential!), regia di Jack Arnold (1958)
- La ragazza del rodeo (Born Reckless), regia di Howard W. Koch (1958)
- La banda di Las Vegas (Guns, Girls and Gangsters), regia di Edward L. Cahn (1959)
- The Beat Generation, regia di Charles F. Haas (1959)
- Le bellissime gambe di Sabrina, regia di Camillo Mastrocinque (1959)
- Corruzione nella città (The Big Operator), regia di Charles F. Haas (1959)
- Girls Town, regia di Charles F. Haas (1959)
- Il sindacato del vizio (Vice Raid), regia di Edward L. Cahn (1960)
- College Confidential, regia di Albert Zugsmith (1960)
- Sex Kittens Go to College, regia di Albert Zugsmith (1960)
- La vita intima di Adamo ed Eva (The Private Lives of Adam and Eve), regia di Mickey Rooney e Albert Zugsmith (1960)
- Una americana en Buenos Aires, regia di George Cahan (1961)
- 3 Nuts in Search of a Bolt, regia di Tommy Noonan (1964)
- 6 pallottole per Ringo Kid (Freddy und das Lied der Prärie), regia di Sobey Martin (1964)
- The Candidate, regia di Robert Mangus (1964)
- The Las Vegas Hillbillys, regia di Arthur C. Pierce (1966)
- The Navy vs. the Night Monsters, regia di Michael A. Hoey (1966)
- You've Got to Be Smart, regia di Ellis Kadison (1967)
- Voyage to the Planet of Prehistoric Women, regia di Peter Bogdanovich (1968)
- I fratelli Arizona (The Arizona Kid), regia di Luciano B. Carlos (1970)
- That Girl from Boston, regia di Matt Cimber (1975)
- Free Ride, regia di Tom Trbovich (1986)
- Glory Years, regia di Arthur Allan Seidelman (1987)
- The Vegas Connection, regia di Lou Vadino (1999)
- Slackers, regia di Dewey Nicks (2002)

### Televisione
- Lux Video Theatre – serie TV, episodio 3x55 (1953)
- The Bob Cummings Show – serie TV, episodio 5x19 (1959)
- Alcoa Theatre – serie TV, episodio 3x08 (1959)
- The Red Skelton Show – serie TV, episodio 9x30 (1960)
- The Comedy Spot – serie TV (1960)
- The Dick Powell Show – serie TV, episodio 1x29 (1962)
- Valentine's Day – serie TV, episodio 1x09 (1964)
- The Adventures of Ozzie & Harriet – serie TV, episodio 13x13 (1964)
- La legge di Burke (Burke's Law) – serie TV, episodio 2x12 (1964)
- Mr. Roberts (Mister Roberts) – serie TV, episodio 1x29 (1966)
- Vega$ – serie TV, episodio 1x11 (1978)
- Fantasilandia (Fantasy Island) – serie TV, episodio 2x17 (1979)

## Doppiatrici italiane
- Rosetta Calavetta in Le bellissime gambe di Sabrina, Dieci in amore, La vita intima di Adamo ed Eva, Operazione droga/Operazione segreta
- Dhia Cristiani in Yankee Pascià, Non è peccato
- Maria Pia Di Meo in Esecuzione al tramonto
- Rita Savagnone in F.B.I. squadra omicidi